# Попларвілл (Міссісіпі)
Попларвілл (англ. Poplarville) — місто (англ. city) в США, в окрузі Перл-Рівер штату Міссісіпі. Населення — 2833 особи (2020).

## Географія
Попларвілл розташований за координатами 30°50′23″ пн. ш. 89°31′46″ зх. д. / 30.83972° пн. ш. 89.52944° зх. д. (30.839780, -89.529417).  За даними Бюро перепису населення США в 2010 році місто мало площу 14,06 км², з яких 14,03 км² — суходіл та 0,03 км² — водойми.

## Демографія
Згідно з переписом 2010 року, у місті мешкали 2894 особи в 865 домогосподарствах у складі 598 родин. Густота населення становила 206 осіб/км².  Було 1019 помешкань (72/км²).
Расовий склад населення:
| - 66,1 % — білих - 29,6 % — чорних або афроамериканців - 1,0 % — азіатів - 0,3 % — корінних американців - 0,1 % — вихідців з тихоокеанських островів |

До двох чи більше рас належало 2,4 %. Частка іспаномовних становила 1,7 % від усіх жителів.
За віковим діапазоном населення розподілялося таким чином: 22,1 % — особи молодші 18 років, 63,2 % — особи у віці 18—64 років, 14,7 % — особи у віці 65 років та старші. Медіана віку мешканця становила 27,2 року. На 100 осіб жіночої статі у місті припадало 85,2 чоловіків;  на 100 жінок у віці від 18 років та старших — 83,1 чоловіків також старших 18 років.
Середній дохід на одне домашнє господарство  становив 54 154 долари США (медіана — 36 023), а середній дохід на одну сім'ю — 66 284 долари (медіана — 52 159). Медіана доходів становила 41 023 долари для чоловіків та 32 337 доларів для жінок. За межею бідності перебувало 19,9 % осіб, у тому числі 23,0 % дітей у віці до 18 років та 13,2 % осіб у віці 65 років та старших.
Цивільне працевлаштоване населення становило 966 осіб. Основні галузі зайнятості: освіта, охорона здоров'я та соціальна допомога — 29,5 %, виробництво — 15,3 %, роздрібна торгівля — 14,3 %.